# Mauro Bergamasco
Mauro Bergamasco (* 1. Mai 1979 in Padua) ist ein ehemaliger italienischer Rugby-Union-Spieler, der für Stade Français und die italienische Nationalmannschaft aktiv war. Er spielte auf der Position des Flügelstürmers.

## Biografie
Bergamasco stammt aus einer rugbybegeisterten Familie, sein Vater Arturo war ebenfalls Flügelstürmer für Italien und sein Bruder Mirco spielt mit ihm zusammen bei Stade Français und in der Nationalmannschaft. Er begann bereits im Alter von fünf Jahren mit dem Rugbysport beim Verein Selvazzano Rugby, der von seinem Vater trainiert wurde. Sein Spitzname gioiellino (kleines Juwel) stammt aus seiner Anfangszeit als Profi bei Petrarca Rugby Padova. Er bekam ihn, da er der jüngste Spieler des Vereins war, aber bereits ein Länderspiel für Italien gegen die Niederlande bestritten hatte. Im Jahr 2000 wechselte er nach Treviso, nach drei Spielzeiten und zwei Meisterschaften dort zog es ihn nach Frankreich zu Stade Français, wo er bislang dreimal die französische Meisterschaft gewinnen konnte und einmal im Finale des Heineken Cup stand.
Bergamasco gehörte zum Kader Italiens bei den ersten Six Nations, die seit dem Jahr 2000 durch die Aufstockung des Five Nations durch Italien bestehen. Er wurde in diesem Turnier in allen Spielen eingesetzt und ist seitdem eine der Säulen des italienischen Aufgebots. So nahm er an den Weltmeisterschaften 2003 und 2007 teil, bei denen die Azzurri jeweils zwei Spiele gewinnen konnten, das Viertelfinale jedoch nicht erreichten. Bei den Six Nations 2009 wurde er von Nationaltrainer Nick Mallett im Auftaktspiel gegen England auf der für ihn ungewohnten Position des Gedrängehalbs eingesetzt. Er kam auf dieser Position nicht zurecht und sorgte mit mehreren kapitalen Fehlern für die deutliche Niederlage Italiens. Im Anschluss wurde Mallett für diese Entscheidung kritisiert, Bergamasco lief seitdem wieder als Flügelstürmer auf.